# Stupidedia
Die Stupidedia (von englisch Stupid und encyclopedia bzw. Wikipedia, Spitzname Stupi) war ein deutschsprachiges Wikiprojekt, das am 17. Dezember 2004 vom Wiener David Boris Sowka, Pseudonym David Uebel, gegründet wurde. Auf der Plattform entstand ein satirisches Lexikon, das von privaten Nutzern frei verfasst wurde und Wikipedia parodiert. Stupidedia benutzt wie auch viele andere Wikis die MediaWiki-Software, jedoch gab es keine Zusammenarbeit oder organisatorische Zusammengehörigkeit mit der Wikimedia Foundation, die u. a. die Wikipedia betreibt. Die Stupidedia finanzierte sich durch Werbung. Nach anfänglichen Problemen mit der ursprünglichen eigenen U&T-Lizenz wurde die GNU-FDL eingeführt.
Aufgrund stark gesunkener Aufruf- und Nutzerzahlen sowie überhandnehmender vandalistischer Beiträge sollte das Satire-Projekt 2018 mit den am besten bewerteten Artikeln auf ein Blog-Format mit neuem Layout umziehen, um wieder mehr Leser zu gewinnen und die Qualität ohne anonyme Beiträge zu steigern. Wegen geringer Resonanz bei den übrig gebliebenen Stammnutzern wurde letztlich beschlossen, die Arbeit an der Stupidedia stattdessen zum 31. Januar 2018 einzustellen und den bisherigen Bestand zu archivieren; Registrierung und anonyme Bearbeitungen wurden deaktiviert, die Seiten bleiben aber zum Lesen online.

## Artikel in der Stupidedia
In der Stupidedia werden Begriffe in erster Linie in einer humoristischen oder satirischen Form dargestellt.

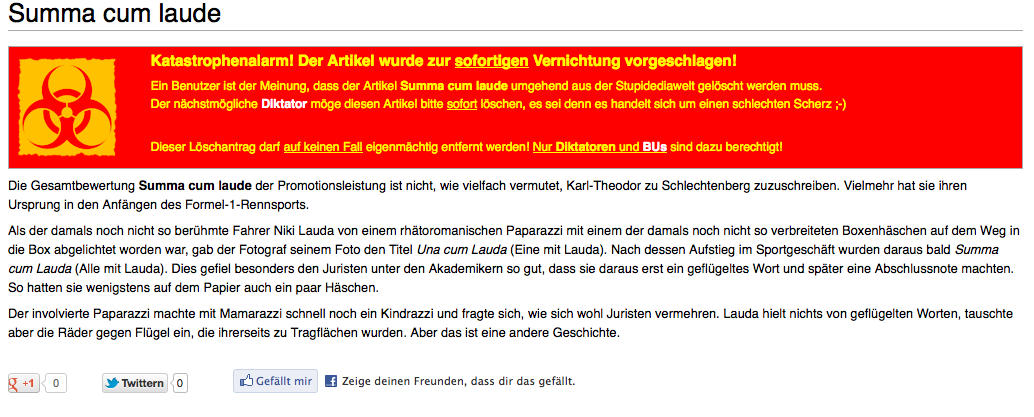
Beispiel für einen Schnelllöschantrag („Katastrophenalarm“) bei der Stupidedia

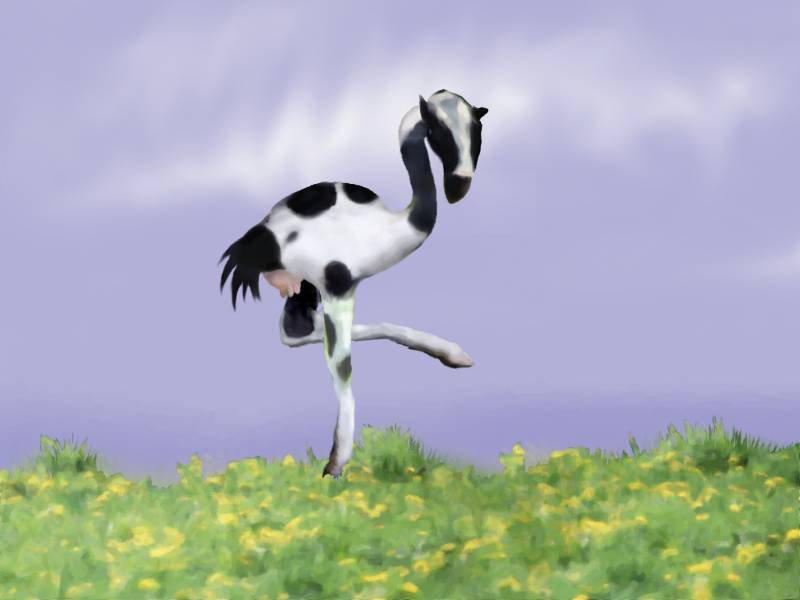
Fiktives Lebewesen: Eine „Flaminkuh“ gezeichnet für einen Artikel auf der Stupidedia

Im März 2005 gab es 1.400 Artikel. Bis zur Einstellung der Artikelarbeit der Stupidedia am 31. Januar 2018 ist der Bestand auf rund 24.000 Artikel gewachsen. Alle bestehenden Artikel sind kategorisiert. T-Online meinte 2011, dass die Artikel „kompletter Unsinn“ seien.
Ungeachtet der Tatsache, dass es sich bei der Stupidedia um ein „Spaßprojekt“ handelte, wurden eindeutige Regeln definiert, welche die Autoren auf die Art des gewünschten beziehungsweise unerwünschten Inhalts aufmerksam machen sollten. So sind z. B. Gewaltverherrlichung, Pornographie, Rassismus etc., grob beleidigende Artikel („Bashing“) und solche, deren Sinn sich nur einem kleinen Personenkreis erschließt („Insider“) verboten gewesen. Auch stellte das Projekt Anforderungen an Orthographie und Stil der Beiträge. Die Durchsetzung dieser Leitsätze wurde durch die Kontrolle durch andere Nutzer, insbesondere die Diktatoren, (siehe Abschnitt Benutzerränge), gewährleistet. Beleidigende Artikel wurden gelöscht.
Die Artikel sind drei verschiedenen Namensräumen zugeordnet, die sich in den inhaltlichen und formalen Anforderungen an die enthaltenen Artikel unterschieden. So waren im Hauptnamensraum, der den Kern der Stupidedia darstellte, lediglich Artikel zugelassen, die in einem enzyklopädischen Stil verfasst wurden; Gedichte, Reportagen, Dramen und andere Einträge, die sich nicht sachlich mit einem Thema befassen, fanden in einem Diverses-Namensraum ihren Platz. Der dritte große Teilbereich der Stupidedia waren die sogenannten Spiegelwelten, die sich stilistisch am Hauptraum orientierten. In ihnen waren die Autoren angehalten, innere Widersprüche zu vermeiden. Durch die Schöpfung erfundener Staaten auf einer ebenso erfundenen Weltkarte entstand so eine Art eigenes Universum.
Vor allem Artikel, die unliebsame Personen des öffentlichen Lebens oder Prominente zum Thema haben, sind mitunter beleidigend; beispielsweise sind Artikel über solche Personen in der Kategorie Kotzbrocken oder Dumm wie Scheiße  einsortiert. Teilweise mussten Stupidedia-Artikel wegen Beschwerde der betroffenen Personen entfernt werden. So wurden die Artikel über Bushido, Jan van Helsing, Michel Friedman, Heino, Dolly Buster, Nanu-Nana, den Friesischen Rundfunk, die Partei Graue Panther, die Volksgruppe der Zigeuner oder Tine Wittler gesperrt.
In zahlreichen Artikeln finden sich ein oder mehrere Bilder, die häufig mit satirischen Kommentaren versehen sind. Diese Bilder konnten in den ersten Jahren extern in die Artikel eingebunden oder von beliebigen Quellen entnommen und anschließend hochgeladen werden. In späteren Jahren mussten sämtliche hochgeladenen Bilder in der Stupidedia mit Quellenangaben und den zugehörigen Lizenzen versehen werden, um Schadensersatzforderungen zu vermeiden. Externes Einbinden war nicht mehr erlaubt und grundsätzlich technisch nicht mehr möglich. Die Stupidedia besaß weiterhin eine eigene ALS-Lizenz (Autorenlizenz für die Stupidedia), die von Usern für eigene Werke verwendet werden konnte und nur deren Verwendung innerhalb der Enzyklopädie und außerhalb mit Genehmigung des Erstellers zuließ.

## Benutzerränge
Ähnlich wie bei Wikipedia durfte sich an der Stupidedia grundsätzlich jeder anonym beteiligen; die Anmeldung war dabei optional. Angemeldete Nutzer konnten sich jedoch Artikel für die Zeit der Ausarbeitung schützen. Zudem konnten sie mit steigendem Ansehen auf ironisch bezeichnete Benutzerränge befördert werden, die auf Begrifflichkeiten aus Parteistaaten anspielen. Zuerst konnte er nach frühestens 30 Tagen Held der Arbeit werden. Das entspricht dem Sichter in der Wikipedia. Nach weiteren 30 Tagen konnte er Funktionär werden. Dieser nahm in der Stupidedia eine Moderatorrolle ein, sodass er unter anderem Löschanträge entfernen und Abstimmungen beenden durfte. Schließlich konnte er noch zum Diktator ernannt werden, was dem Administrator in der Wikipedia entspricht und nach Diskussion und mehrheitlicher Abstimmung der anderen Diktatoren erfolgte. Diktatoren konnten Artikel schützen oder löschen, Benutzer mahnen und sperren und waren die letzte Instanz in allen Entscheidungen.
Seit dem Ende des aktiven Betriebs sind Bearbeitungen für anonyme Nutzer gesperrt. Auch konnten sich keine neuen Nutzer mehr registrieren. Bestehende Nutzer waren noch einige Wochen in der Lage, an dem Projekt weiterzuarbeiten, bis auch dies ohne weitere Ankündigung deaktiviert wurde. Mittlerweile ist es für keinen Nutzer, gleich welchen Ranges, mehr möglich, sich anzumelden oder Änderungen vorzunehmen.

## Wettbewerbe und Projekte
Seit Mitte 2006 gab es die sogenannten Hammer-Artikel, welche von Benutzern vorgeschlagen wurden und nach einer erfolgreichen offenen Abstimmung, an der alle Benutzer teilnehmen können, mit dem „Hammer“ ausgezeichnet werden konnten. Als Auszeichnung neu war seit Anfang August 2012 die Auszeichnung eines Gelungenen Artikels, der zwischen einem nichtausgezeichneten und einem Hammerartikel gesehen wurde. Auch zeichneten die Diktatoren mittels interner Wahl manche Hammer-Artikel als Goldpokalartikel aus. Von den Usern als herausragend anerkannte und in der internen Hall of Fame geführte Artikel wurden nacheinander als Artikel der Woche auf der Hauptseite vorgestellt.
Beim Stupid Contest war das Ziel, bis zu einem bestimmten Stichtag den besten Artikel zu einem vorgegebenen Thema zu verfassen und sich gegen die anderen Teilnehmer durchzusetzen. Die Jury, bestehend aus sehr aktiven Usern, verteilte Punkte in den Kategorien Humor, Sprache und Gestaltung/Layout. Ausgetragen wurde der Stupid Contest in meist rund zweimonatlichen Zeitabständen und sollte gezielt zu qualitativ höherwertigen Beiträgen zu festgelegten Schwerpunkten führen.
Des Weiteren existierte ein Stupid Art Contest, bei dem selbst erstellte Bilder und Fotomontagen bewertet wurden und der versuchte, ein breiteres Spektrum an Hobbykünstlern zu erfassen, um die Problematik der Bilder mit nicht nachvollziehbarer Nutzungserlaubnis durch eigens für die Stupidedia geschaffene zu verbessern und darüber hinaus auf künstlerischer Ebene eine gewisse Unverwechselbarkeit herzustellen.
Ein kleinerer Wettbewerb war der sogenannte Stub des Monats, der monatlich stattfand. Dort konnten überarbeitete Artikel eingereicht werden, die vor der Überarbeitung entweder zu kurz waren oder wegen starker inhaltlicher Schwächen in der Liste der Qualitätsoffensive (QO) aufgeführt wurden. Die allgemeine Beteiligung am Wettbewerb war meist erheblich geringer als beim Stupid Contest. Auch beim Stub des Monats wurde der Sieger durch Userabstimmung gekürt.
Seit dem Sommer 2012 existierte zusätzlich zum Stupid Contest ein Mini-Contest. Dem wurde in der Regel eine geringere Aufmerksamkeit als dem Stupid Contest zuteil. Er wurde in unregelmäßigen Abständen ausgetragen; zu jeder Contest-Ausgabe gab es ein spezielles Thema, nach dem sich die teilnehmenden Autoren richten mussten.
Das Artikelduell war eine Möglichkeit, bei der sich zwei Autoren im Direktvergleich in ihren Schreibkünsten messen konnten. Hierbei suchten sie sich jeweils einen Artikel aus, mit dem sie gegeneinander antreten wollten, und bestimmten den Zeitpunkt, zu dem beide ihr Werk fertiggestellt haben mussten. Nach der Beendigung der Schreibzeit konnte jeder User der Stupidedia für den seiner Meinung nach besseren Artikel abstimmen. Der Autor bzw. der Artikel mit den meisten Stimmen wurde zum Sieger des Duells erklärt.
Beim Stupid Literature Contest handelte es sich um einen unregelmäßigen Wettbewerb, wobei das Thema so ausgelegt war, dass die Autoren mit ihren teilnehmenden Artikeln den Diverses-Namensraum füllten. Die Contestbeiträge wurden von einer Jury bewertet.
Von August bis September 2012 veranstaltete die Stupidedia erstmals den Interwiki-Contest, bei dem – anders als beim Stupid Contest – die Konkurrenzwikis Kamelopedia und Uncyclopedia teilnehmen sollten. Dies wurde jedoch wieder abgebrochen, weil ein Mangel an Teilnehmern aus den anderen Wikis herrschte.

## Sonstiges
Durch die Versionsverwaltung sind die Änderungen immer nachvollziehbar und auch für nicht-registrierte Benutzer öffentlich.
Das Projekt machte auch dadurch auf sich aufmerksam, dass es bestimmte Ereignisse aus dem Weltgeschehen in einem Großprojekt aus mehreren Artikeln und dem zugehörigen Umfeld parodierte. So wurde zum Beispiel der Irakkrieg in den Spiegelwelten als „Ozeanienkonflikt“ dargestellt.
Das umfassendste Großprojekt dieser Art war die Parodie auf die Fußball-Europameisterschaft 2008, welche in der Stupidedia als Universumsfußballmeisterschaft 2008 parodiert wurde. Diese war – aus fiktiven Staaten und deren Mannschaften – bis ins kleinste Detail von den einzelnen Autoren organisiert und veröffentlicht worden. Eine zweite Auflage unter dem Titel Universumsfußballmeisterschaft 2010 fand parallel zur Fußball-Weltmeisterschaft 2010 statt, eine dritte Meisterschaft wurde parallel zur EM 2012 ausgetragen.
Der satirischen Eigendarstellung der Stupidedia gemäß ist die Wikipedia eine Parodie auf die Stupidedia.
Seit dem Jahr 2014 gab es das Projekt Stupidedia hilft!, dort konnten User alle möglichen Fragen stellen und die „Experten“ der Stupidedia beantworteten diese in einer satirischen Weise.